# Sant Sebastià de Mudagons
Sant Sebastià de Mudagons fou l'església romànica del lloc de Mudagons, en el terme rossellonès de Clairà, però a tocar del de Torrelles de la Salanca, fins al punt que les terres de Mudagons es reparteixen entre els dos termes.
Se situa a prop a la dreta de l'Aglí, darrere de les edificacions de més al sud de l'actual Mas Llobet.

## Història
Fou l'església del lloc de Mudagons, documentat des del 916 (villa Mutationes). El temple consta el 1138 en el testament de Bernat de Torrelles, canonge d'Elna, i el 1170, quan s'hi fa referència en una donació de Ramon de Peralada a Arnau Comte. Citada el 1173, quan Arnau de Solans i els seus fills venen a Ermengol de Vernet tot l'honor que posseeixen en els territoris de Sant Sébastià de Mudagons, de Santa Eugènia de Lebejà i de Sant Feliu de Sant Esteve de Pi per set-cents sous melgorians.
Al segle xiii apareix unida a Santa Maria de la Garriga, del terme de Ribesaltes, i el 1447 estava ja unida a Sant Joan de Perpinyà. Havia tingut altres advocacions al llarg de la història: Sant Salvador (1577) i Santa Maria Magdalena, al segle xvii.